# Mechanické napětí
Mechanické napětí je stav, který vznikne v tělese pokud na něj působí účinky sil.
Jinak řečeno, napětí je míra vnitřního rozložení sil na jednotku plochy tělesa, způsobených vnějším silovým zatížením (ať už pravými silami nebo reakčními silami danými okrajovými podmínkami).
Pokud se pokusíme rukama natáhnout gumovou nit, musíme vyvinout sílu. Guma se prodlouží a její průřez se zmenší. Tvar gumové nitě se zdeformuje. Pokud bychom gumu v takovém stavu přestřihli, volné konce by se prudce daly do pohybu ve směru ve kterém jsme gumu předtím napjali. Znamená to, že uvnitř gumy musí existovat stav, který může vyvolat silový účinek projevující se pohybem. Tento stav se nazývá napětí.
Mechanické napětí je také název fyzikální veličiny, pomocí které je stav silového namáhání těles popisován.

## Tenzor napětí

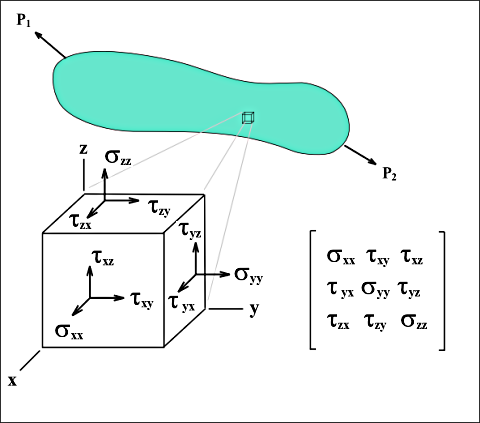
Zobrazení jednotlivých složek tenzoru napětí působících na sledovaný element.

Mechanické napětí jako fyzikální veličina je tenzor druhého řádu. V trojrozměrném prostoru má 3 × 3 = 9 složek, podle toho jakým směrem síla působí vůči sledovanému elementu plochy. Jak vidět na obrázku, na každou plošku vybraného elementu může působit síla v 3 nezávislých směrech:
- kolmo na ni,
- rovnoběžně s ní ve směru zbývajících dvou os.

Jednotlivé složky napětí mají stejnou jednotku jako tlak, kterou je v SI soustavě pascal (Pa). Označují se symboly podle směru působení na zkoumanou plochu uvnitř materiálu a příslušnými indexy os:
- σ pokud jde o kolmé (normálové) napětí – síla působí kolmo ke zkoumanému průřezu (právě toto se projevilo v popisovaném příkladu),
- τ pokud jde o tečné (smykové, též tangenciální) napětí – síla působí rovnoběžně se zkoumaným průřezem.

Vždy každé dvě složky smykového napětí jsou shodné, proto je tenzor symetrický a obsahuje pouze 6 nezávislých proměnných – složek napětí.

## Jednoduché stavy napjatosti

### Napětí při jednoosém tahu
Pokud bychom ve výše uvedeném příkladu pryžové nitě napjali více, po přestřižení by byl pohyb volných konců výraznější. Naopak, pokud bychom stejnou silou napjali hrubší nit, efekt by byl slabší. Nenulové složky normálového napětí lze pak vyjádřit jako skalár vztahem:
{\displaystyle \sigma ={\frac {F}{S}}\ }
- σ – napětí při namáhání v tahu, [σ] = Pa
- F – síla deformující těleso, [F] = N
- S – průřez tělesa kolmý na působící sílu, [S] = m2

Uvedený vztah však platí pouze jestliže síly působí v jedné přímce a zároveň procházejí osou taženého tělesa, tažené těleso má po celé délce konstantní průřez a velikost napětí je po průřezu rozložena rovnoměrně. V tomto případě se můžeme na systém zjednodušeně podívat jako na jednorozměrný, v němž jsou ostatní složky tenzoru napětí nulové a nenulová je pouze hodnota normálového napětí v ose tělesa.

### Napětí při jednoosém tlaku
Podobný vztah platí i pro výpočet tlakového napětí, při stlačení tělesa, které je dostatečně silné na to, aby nedošlo při zatížení k jeho vybočení a vzpěru.
{\displaystyle \sigma ={\frac {F}{S}}\ }
- σ – napětí při namáhání v tlaku, [σ] = Pa
- F – síla deformující těleso, [F] = N
- S – průřez tělesa kolmý na působící sílu [S] = m2

Vztah platí za podmínek, že síly působí v jedné přímce a zároveň procházejí osou stlačeného tělesa, těleso má po celé délce konstantní průřez a velikost napětí je po průřezu rozložena rovnoměrně.

### Napětí při smyku
Smykové namáhání vzniká při snaze dvou sousedních průřezů tělesa o vzájemné posunutí. Toto namáhání vyvolává síla působící kolmo na normálu k povrchu tělesa – rovnoběžně se sledovaným průřezem. Takové namáhání vzniká při stříhání materiálu. Vztah pro velikost smykového napětí je:
{\displaystyle \tau ={\frac {F}{S'}}\ }
- τ – napětí při namáhání ve smyku, [τ] = Pa
- F – síla deformující těleso, [F] = N
- S' – průřez tělesa rovnoběžný s působící silou, [S' ] = m2

### Napětí při ohybu
Ohybové namáhání vzniká, pokud na těleso působí ohybový moment síly, kolmý k ose tělesa. Příkladem je namáhání skokanské desky, jestliže na jejím konci stojí skokan. Deska se deformuje tak, že vrchní vlákna desky jsou natahovaná a spodní stlačovaná. Intuitivně si představíte, že pokud by byla stejná skokanská deska postavená na hranu, její deformace při stejném zatížení by byla jiná. To potvrzuje i vzorec pro výpočet maximální hodnoty napětí v průřezu desky, který již nezávisí na obsahu průřezu:
{\displaystyle \sigma _{\mathrm {max} }={\frac {M_{\mathrm {o} }}{W_{\mathrm {o} }}}\ }
- σmax – maximální napětí při namáhání v ohybu, [σmax] = Pa
- Mo – ohybový moment deformující těleso, [Mo] = Nm
- Wo – modul průřezu v ohybu, [Wo] = m3

### Napětí při kroucení
Namáhání v krutu vzniká, pokud na těleso působí moment síly, rovnoběžný s osou tělesa. Při tomto namáhání mají sousední přířezy tělesa snahu navzájem se natočit okolo společné osy. Velikost maximálního napětí závisí opět na tvaru průřezu kolmého na osu tělesa:
{\displaystyle \tau _{\mathrm {max} }={\frac {M_{\mathrm {k} }}{W_{\mathrm {k} }}}\ }
- Τmax – maximální napětí při namáhání v kroucení, [Τmax] = Pa
- Mk – točivý moment deformující těleso, [Mk] = Nm
- Wk – modul průřezu v krutu, [Wk] = m3